# 競技芬戈足球俱樂部
競技芬戈足球俱樂部（Sporting Fingal Football Club）是愛爾蘭共和國的一家職業足球俱樂部。主場位於都柏林郡的芬戈。球隊參加愛爾蘭足球超級聯賽的賽事。